# 图潘火山口

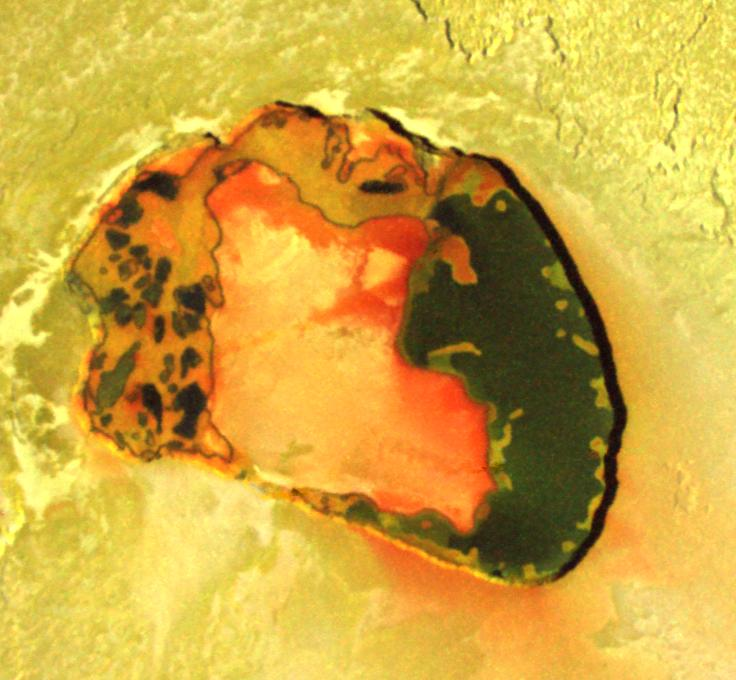
2001年10月伽利略号拍摄的图潘火山口照片

图潘火山口（Tupan Patera）是木星的天然卫星埃欧上一座活火山，位于木卫一背木半球的南纬 18.73°、西经 141.13°处18°44′S 141°08′W / 18.73°S 141.13°W。图潘由一座被称为“火山口”的火山坑构成，直径79公里，深度900米。1979年二艘“旅行者探测器”首次拍摄到了该火山的低分辨率照片，但直到1996年6月伽利略号探测器”完成首圈绕飞前，都没有发现该火山的活动。当伽利略探测器第一次侦测到近红外热辐射后，在随后几圈的轨道飞行中对它进行了探测。该火山被国际天文联合会以巴西原住民图皮-瓜拉尼人神话中的雷神正式命名为图潘火山口。
1996年至2001年期间，伽利略探测器近红外测绘光谱仪（NIMS）的观测显示，图潘火山口是一座持续活跃的火山，在近红外测绘光谱仪对木卫一背木半球观测的大部分期间中都可看到。
2001年10月16日伽利略探测器在与木卫一首次交会中获得了图潘火山口高分辨率彩色照片和近红外光谱，这些数据显示了该火山口东西两侧坑底分布有黝黑、高温的硅酸盐岩浆和中间一座由发亮、冷却的物质构成的“岛屿”。沿明亮的岛屿边缘及火山东南部平原上都观察到了淡红色物质，这些硫磺斑迹显示是在最近的火山活动中从火山口坑底喷口所排放出的。沿该岛屿及火山口壁底分布有一道黑色的台垄，这可能是岩浆注满火山口坑底后，随冷却泄气或回流岩浆房导致岩浆面下瘪而形成的，或者该滨岸垄可能形成于仅坑底边沿的火山活动。火山西侧橘红和黑色混合物可能来自中央岛和坑壁的熔化硫以及覆盖在该区域的黑色物质，这一看法与图潘火山口西侧温度更低相映证，相较于更黑的东侧区，温度越低越有利于硫磺的融化和凝固。图潘火山口的形态可能也与仍在不断掘出自身的的台垄相一致。
2002年1月“伽利略探测器”最后一次飞越木卫一后，图潘火山口依然活跃，地球观测者通过凯克天文台望远镜以及“新视野号探测器”观察到该火山的热辐射。2003年3月8日，天文学家利用凯克天文台10米自适应光学望远镜观测到了图潘火山口的一次大喷发。除了这次大喷发，在伽利略探测任务期间及之后，图潘火山口火山活动一直保持活跃，坑底间歇性地产生规模大小不等的喷发，类似洛基火山口，只是规模更小。